# Principio di equivalenza
Il principio di equivalenza afferma che la forza dovuta all'attrazione gravitazionale di un corpo massivo su un secondo corpo sia uguale alla forza fittizia di cui lo stesso corpo risentirebbe se si trovasse in un sistema non inerziale con un'accelerazione pari a quella gravitazionale.
Ci sono due versioni del principio di equivalenza, entrambe dovute ad Albert Einstein:
- la versione forte afferma che, in un campo gravitazionale qualsiasi, è sempre possibile scegliere un sistema di riferimento, nell'intorno di ogni punto, dove gli effetti dell'accelerazione dovuti al campo gravitazionale sono nulli;
- quella debole asserisce che la massa inerziale, cioè la proprietà intrinseca del corpo materiale di opporsi alle variazioni di moto, e la massa gravitazionale, che rappresenta la proprietà di un corpo di essere sorgente e di subire l'influsso di un campo gravitazionale, sono numericamente uguali (il rapporto tra le due masse è stato sperimentalmente misurato da Eötvös, nell'esperimento che porta il suo nome, trovando che: {\displaystyle {\frac {\,\Delta m}{m}}<5\times 10^{-9}}). Tra il 1950 e il 1960 Dicke migliorò questi risultati, dimostrando che {\displaystyle {\frac {\,\Delta m}{m}}<10^{-12}}.

Gli appellativi di forte e debole si giustificano dal momento che se vale il principio di equivalenza nella forma forte deve valere anche quello nella forma debole, mentre da un punto di vista logico l'implicazione non è reversibile. Questa caratteristica fa sì che, anche se il principio in forma debole è stato sperimentalmente confermato con precisione elevatissima, ciò non è sufficiente a garantire lo stesso grado di certezza anche alla forma forte, che deve essere dunque considerata ancora come un postulato.

## L'ascensore di Einstein
Il principio è detto di equivalenza perché in esso un osservatore solidale con le masse in moto non è in grado di distinguere un'accelerazione dovuta a una forza esterna da quella prodotta da un campo gravitazionale. La differenza è visibile solo da un sistema di riferimento non solidale con le masse in moto.
Per illustrare questo principio, Einstein propose l'esempio di un ascensore: l'esperimento mentale è quello di immaginare un ascensore spaziale che trasporta l'osservatore e altri oggetti pesanti. Se l'ascensore è spinto da una forza esterna, l'osservatore e gli oggetti sentiranno un'accelerazione e inizieranno a muoversi verso l'alto o verso il basso. Analogamente, in presenza di un campo gravitazionale fuori dall'ascensore, le loro masse saranno spinte in qualche direzione, esattamente come accade quando sono accelerate da una forza esterna. Dall'interno dell'ascensore, l'osservatore non può stabilire se al di fuori ci sia una forza che esercita una pressione, o una massa in quiete che lo attrae.

## Dettagli matematici
La formulazione matematica del principio di equivalenza e l'interpretazione del campo gravitazionale sono strettamente interconnesse. Infatti, la formalizzazione della relatività avviene tramite il calcolo tensoriale, in cui esiste un'entità chiamata  connessione, che ha una particolare caratteristica, espressa dal teorema di Weyl come segue: dato un punto dello spaziotempo, è sempre possibile scegliere un sistema di riferimento rispetto al quale nell'intorno di quel punto la parte simmetrica della connessione è nulla. Ammettendo che gli effetti del campo gravitazionale possano essere descritti da una connessione simmetrica, il teorema di Weyl rappresenta la realizzazione del principio di equivalenza forte.
Con le condizioni di metricità e di completa antisimmetria del tensore di torsione di Cartan, la sola connessione simmetrica possibile si riduce ad essere la connessione simmetrica metrica di Levi-Civita: dunque, il campo gravitazionale può essere descritto dalla connessione simmetrica metrica di Levi-Civita, e siccome quest'ultima è esprimibile interamente in termini delle derivate parziali della metrica, il potenziale gravitazionale rimane univocamente definito dalla metrica dello spazio-tempo.
Tuttavia, né la metrica dello spaziotempo (poiché è un tensore che non può mai annullarsi), né la sua connessione (che non è un tensore) possono esprimere il campo gravitazionale in modo covariante; per far ciò si utilizza allora il solo tensore ottenibile dalla metrica, ovvero dalla connessione metrica simmetrica di Levi-Civita, e cioè il tensore di curvatura di Riemann, ottenendo che in un certo punto dello spaziotempo si ha la presenza fisica di un campo gravitazionale se e solo se il tensore di curvatura calcolato in quel punto è diverso da zero. In tal modo, si può dire che il campo gravitazionale è l'effetto fisico di ciò che geometricamente è la curvatura dello spaziotempo. In questo senso il principio di equivalenza è l'idea fondamentale di geometrizzazione del campo gravitazionale, ed è alla base della teoria della relatività generale di Albert Einstein.
Oltre all'applicazione datane nella relatività generale, il principio di equivalenza porta ad affermare che due qualsiasi fenomeni fisici agenti su una grandezza (una massa, una carica elettrica, ecc.) e indistinguibili per qualsiasi sistema di riferimento osservatore-strumento di misura solidale con la grandezza, si devono postulare equivalenti ai fini esterni. Per il principio di unità della fisica, sistemi indistinguibili per mezzo di esperimenti interni dinamici, debbono risultare indistinguibili con qualsiasi altro esperimento interno.

## Test del principio di equivalenza
| Autore                                | Anno      | Tecnica                | Sensibilità |
| Giovanni Filopono                     | 500 d.C.? | Caduta libera          | "piccola"   |
| Simone Stevino                        | 1585      | Caduta libera          | 5×10−2      |
| Galileo Galilei                       | 1590?     | Pendolo, Caduta libera | 2×10−2      |
| Isaac Newton                          | 1686      | Pendolo                | 10−3        |
| Friedrich Wilhelm Bessel              | 1832      | Pendolo                | 2×10−5      |
| Southerns                             | 1910      | Pendolo                | 5×10−6      |
| Zeeman                                | 1918      | Bilancia di torsione   | 3×10−8      |
| Loránd Eötvös                         | 1922      | Bilancia di torsione   | 5×10−9      |
| Potter                                | 1923      | Pendolo                | 3×10−6      |
| Renner                                | 1935      | Bilancia di torsione   | 2×10−9      |
| Dicke, Roll, Krotkov                  | 1964      | Bilancia di torsione   | 3×10−11     |
| Braginsky, Panov                      | 1972      | Bilancia di torsione   | 10−12       |
| Shapiro                               | 1976      | Lunar Laser Ranging    | 10−12       |
| Keiser, Faller                        | 1981      | Fluid Support          | 4×10−11     |
| Niebauer, et al.                      | 1987      | Caduta libera          | 10−10       |
| Heckel, et al.                        | 1989      | Bilancia di torsione   | 10−11       |
| Adelberger, et al.                    | 1990      | Bilancia di torsione   | 10−12       |
| Baeßler, et al.                       | 1999      | Bilancia di torsione   | 5×10−13     |
| Adelberger, et al.                    | 2006      | Bilancia di torsione   | 10−13       |
| Adelberger, et al.                    | 2008      | Bilancia di torsione   | 3×10−14     |
| MiniSTEP, MICROSCOPE, Galileo Galilei | 2010?     | Orbita di un satellite | 10−17?      |